# Owmby
Owmby – przysiółek w Anglii, w Lincolnshire, w dystrykcie West Lindsey, w civil parish Searby cum Owmby. W latach 1870–1872 osada liczyła 108 mieszkańców. Owmby jest wspomniana w Domesday Book (1086) jako Odenebi.